# Харабара, Андрей Владимирович
Андре́й Влади́мирович Хараба́ра (род. 1 сентября 1985, Новоднестровск, Черновицкая область) — российско-казахстанский футболист, полузащитник.

## Карьера

### Клубная
Первым клубом Андрея Харабары был нижнекамский «Нефтехимик». В первой лиге России он стал игроком основного состава. Во второй сезон сыграл 29 матчей и забил 1 гол, в 2004 году — 38 игр и 2 гола.
В начале 2005 года пришло предложение из Костаная от нового главного тренера Дмитрия Огая и Харабара перешёл в «Тобол». С ходу выиграл c клубом серебро чемпионата РК, а затем и бронзовые медали чемпионата 2006. В 2007 году стал с клубом обладателем Кубка Казахстана и Кубка Интертото, в 2007 и 2008 — дважды подряд вице-чемпионом, а в 2010 году, уже без Огая, «Тобол» впервые стал чемпионом Казахстана.
В 2011 году играл в талдыкорганском «Жетысу» и команда стала серебряным призёром чемпионата.
По приглашению Дмитрия Огая в январе 2012 года присоединился к алма-атинскому «Кайрату». Но в июне Огая уволили за плохой старт команды, а Харабара ушёл в каскеленский «Сункар».
В 2013 году Андрей перешёл в «Актобе» к главному тренеру Владимиру Никитенко. И в том же сезоне стал с клубом чемпионом Казахстана. Но в 2014 году сыграл только одну игру на Кубок, затем получил тяжёлую травму — повреждение мениска и надолго выбыл из строя.
Вернулся лишь через три года в 2017, снова в ряды «Жетысу». Клуб под руководством Дмитрия Огая в том сезоне выиграл первую лигу и вернулся в Премьер-лигу.

### Сборная
Выступал в юношеской сборной России под руководством Равиля Сабитова. В интервью он признался, что жалеет, что не принял предложение от московского «Спартака».

## Достижения

### Командные
«Тобол»
- Чемпион Казахстана: 2010
- Серебряный призёр: 2005, 2007, 2008
- Бронзовый призёр: 2006
- Обладатель Кубка Казахстана: 2007
- Победитель Кубка Интертото: 2007

«Актобе»
- Чемпион Казахстана: 2013
- Обладатель Суперкубка Казахстана: 2014